# Elisenruh

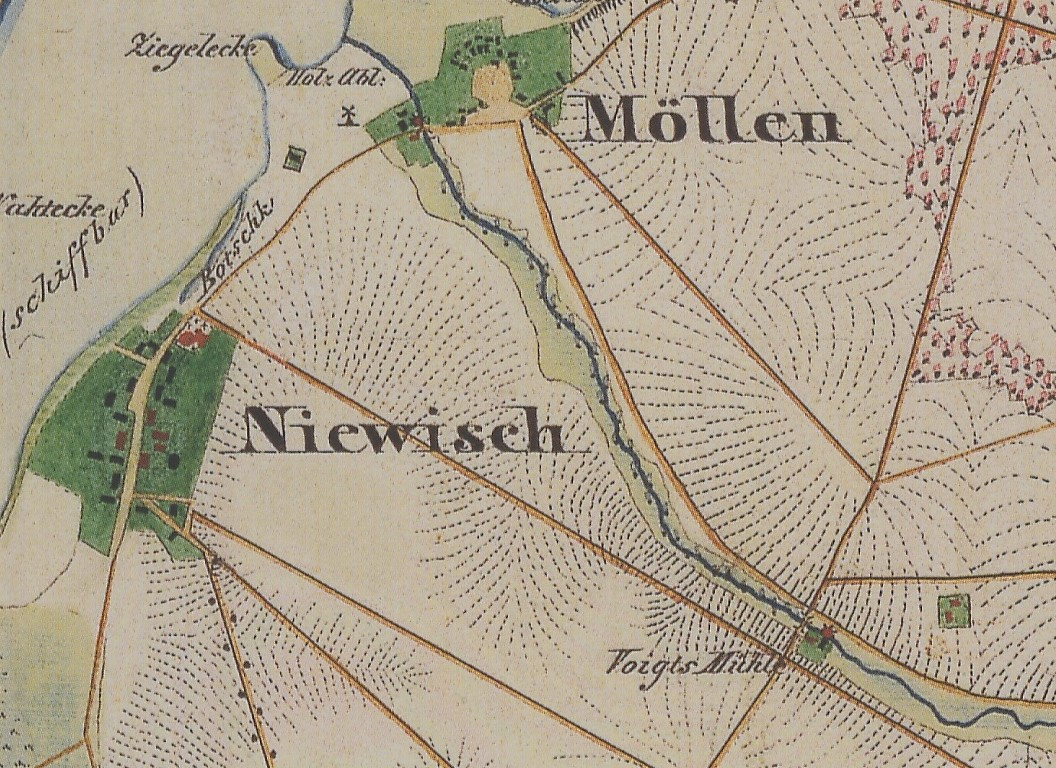
Niewisch Möllen, Voigtsmühle und Elisenruh (ohne Name), Ausschnitt aus dem Urmesstischblatt Bl. 3951 Trebatsch von 1846

Elisenruh war ein Wohnplatz im Ortsteil Niewisch der Stadt Friedland im Landkreis Oder-Spree (Brandenburg). Er wurde noch vor 1846 auf der Feldmark des Dorfes Möllen aufgebaut und 1865 benannt. Der Wohnplatz wurde nach dem Zweiten Weltkrieg abgerissen.

## Lage
Der Wohnplatz Elisenruh lag 1,7 km ostsüdöstlich von Niewisch und 3,7 km südsüdwestlich vom Altstadtkern von Friedland entfernt. Der nächste Wohnplatz ist die westlich gelegene, nur etwa 250 Meter entfernte Voigtsmühle am Möllener Mühlenfließ oder Samgase. Elisenruh lag oberhalb des Tals, etwa 100 Meter entfernt von der Samgase.
Das Areal des abgegangenen Wohnplatz gehört heute zur Gemarkung Niewisch. Elisenruh lag aber ursprünglich auf der Gemarkung Möllen, die 1938 mit der Eingemeindung von Möllen nach Niewisch aufgelöst und mit der Gemarkung von Niewisch vereinigt wurde.

## Geschichte
Möllen und Niewisch gehörten in der Frühen Neuzeit trotz der räumlichen Nähe zu Friedland nicht zum Ordensamt Friedland, sondern zur Herrschaft, später Standesherrschaft Lieberose. Nach dem Historischen Ortslexikon soll der Wohnplatz 1848 aufgebaut worden sein. Noch zur Zeit der Gründung von Elisenruh unterstanden die obigen Orte dem Gericht der Standesherrschaft Lieberose.
Nach dem Amtsblatt der Königlich-Preußischen Regierung zu Frankfurt a. d. O. von 1865 und dem Historischen Ortslexikon soll der Wohnplatz 1848 aufgebaut worden sein. Er ist allerdings bereits im Urmesstischblatt Bl. 3951 Trebatsch von 1846 verzeichnet, aber noch ohne Namen. Also kann die Bauzeit auf vor 1846 angesetzt werden.
1864 wohnten in dem Etablissement Elisenruh in einem Wohngebäude elf Personen. 1865 gehörte der Wohnplatz einem H. Giese und wurde offiziell Elisenruh benannt. Leider ließ sich nicht ermitteln, nach welcher Elise (Frau des Giese?) das Hofgut benannt wurde.
1867 erhielten der Oberamtmann O. Koch und seine Frau von Elisenruh bei Friedland eine gerichtliche Vorladung wegen zwei geplatzter Wechsel über 400 und 150 Talern. Der Aufenthaltsort der beiden war dem Gericht nicht bekannt. Da die Wechsel 1866 ausgestellt wurden, ist anzunehmen, dass sie nach dem obigen Giese Besitzer von Elisenruh waren.
1871 wohnten in Elisenruh nur noch drei Personen, ebenso 1881.
Der/Ein Amtsrat Hoffmann ist 1903 als Eigentümer des Hofgutes Elisenruh nachgewiesen. 1923 und 1929 war Robert Julius Hoffmann Besitzer von Elisenruh. Nach Gedbas soll er 1882 in Elisenruh geboren sein und 1919 Anna Therese Luise Wunderlich in Lieberose geheiratet haben. Er dürfte der Sohn des obigen Amtsrates Hoffmann gewesen sein. Elisenruh dürfte damit schon vor 1882 in den Besitz der Familie Hoffmann gekommen sein. Das Hofgut Elisenruh hatte 1923 (und 1929) eine Gesamtgröße von 69 ha, davon waren 41 ha Acker, 3 ha Wiesen, 21 ha Wald und 4 ha Unland (nicht nutzbares Land). Robert Hoffmann war bis nachweislich 1931 Besitzer des Gehöfts.
Wann das Hofgut abgerissen wurde, ließ sich bisher nicht ermitteln. In der Topographischen Karte 1:25.000 Blatt 3951 Trebatsch (Ausgabe von 1942) ist das Hofgut noch verzeichnet. Es wurde wohl erst nach dem Zweiten Weltkrieg beseitigt.
2011 hatte der Besitzer der benachbarten Voigtsmühle den Plan, das Gehöft Elisenruh originalgetreu wieder aufzubauen und dort ein Tiergehege anzulegen. Er hatte neben dem Areal der Voigtsmühle auch das Areal des ehemaligen Hofgutes Elisenruh erworben. Nach Bedenken der Naturschutzbehörden wurden diese Pläne aber wieder fallen gelassen.